# شکار و گردآوری (فیلم)
شکار و گردآوری (به انگلیسی: Hunting and Gathering) با عنوان اصلی همه با هم، و بس (فرانسه: Ensemble, C'est tout) فیلمی محصول سال ۲۰۰۷ و به کارگردانی کلود بری است. در این فیلم بازیگرانی همچون اودره توتو، گیوم کنه، لوران استوکر، فرانسیس برتین، فیرمین ریچارد، دنیل لبرون ایفای نقش کرده‌اند.

## چکیده داستان
کامی، دختر جوان حساس و با احتیاط، که استعداد خود را به عنوان کاریکاتوریست با تمیز کردن دفاتر شرکتها در شب برای کسب درآمد هدر می دهد، و در اتاق محقر خدمتکاری در یک ساختمان اوسمان پاریس (خانه های ارزان قیمت دولتی) زندگی می کند.
در همین ساختمان فیلیبر زندگی می کند، جوانی از یک خانواده بزرگ فرانسوی که در اوج ناامیدی دچار لکنت زبان است، کارت پستال می فروشد و در آپارتمان بزرگش که از مادربزرگش  به ارث برده، میزبان آشپز جوانی به نام فرانک است که فصلی کار می کند، و تنها حواس پرتیش دخترها، موتورسیکلتش و دیدار مادربزرگش پائولت است. 
پائولت به تنهایی با حیواناتش زندگی می کند و وقتی استخوان رانش می شکند، می افتد و غش می کند، از احتمال رفتن به آسایشگاه سالمندان دچار ناامیدی می شود و از فکر مردن دور از باغچه خانه و گربه هایش وحشت می کند.
یک شب کامی از فرط احساس تنهایی، فیلیبر را به شام در خانه اش دعوت می کند. فیلیبر با ادب و نزاکت دعوتش را می پذیرد و دوستی بین آنها به وجود می آید. با این حال شبی کامی بیمار می شود، و فیلیبر با اطلاع از محقر بودن اتاق کامی، او را به داخل خانه خود می برد، از او مراقبت می کند و اصرار دارد که با آنها بماند. پائولت به زودی به آنها می پیوندد و این چهار نفر باید یاد بگیرند که با هم زندگی کنند و از یکدیگر بیاموزند. 
نقاط ضعف شان به نقاط قوتشان تبدیل می شود. این نظریه دومینو است، اما به صورت معکوس: به جای اینکه به زمین زده شوند، به یکدیگر کمک می کنند تا بلند شوند.
فرانک، جلاد و لاس زدن بزرگ، به خاطر ترک مادربزرگش پائولت در خانه سالمندان احساس گناه می کند. و سرانجام مادرش را به جمع هم خانه هایش می آورد.  فیلیبر در نهایت با بازی در تئاتر بر خجالتی بودن خود غلبه می کند و عاشق می شود. کامی پیشنهاد می کند که به عنوان پرستار سر خانه از پائولت مراقبت کند. سرانجام در این جمع همخانه ها هر یک از آنها جای خود را پیدا می کند.